# Blastom
Blastome sind embryonale Tumoren, die während der Gewebe- oder Organentwicklung entstehen. Sie können Anteile von epithelialem oder mesenchymalen Gewebe enthalten. Manifest werden sie meist im Kindes- oder Jugendalter, gelegentlich auch erst im jungen Erwachsenenalter.

## Beispiele
- Ameloblastom
- Androblastom
- Glioblastom
- Hämangioblastom
- Hepatoblastom
- Lymphoblastom (z. B. Brill-Symmerssche Krankheit)
- Medulloblastom
- Spongioblastoma polare
- Neuroblastom
- Nephroblastom (Wilms-Tumor)
- Osteoblastom
- Pleuro-pulmonales Blastom
- Retinoblastom